# 米中貿易戦争

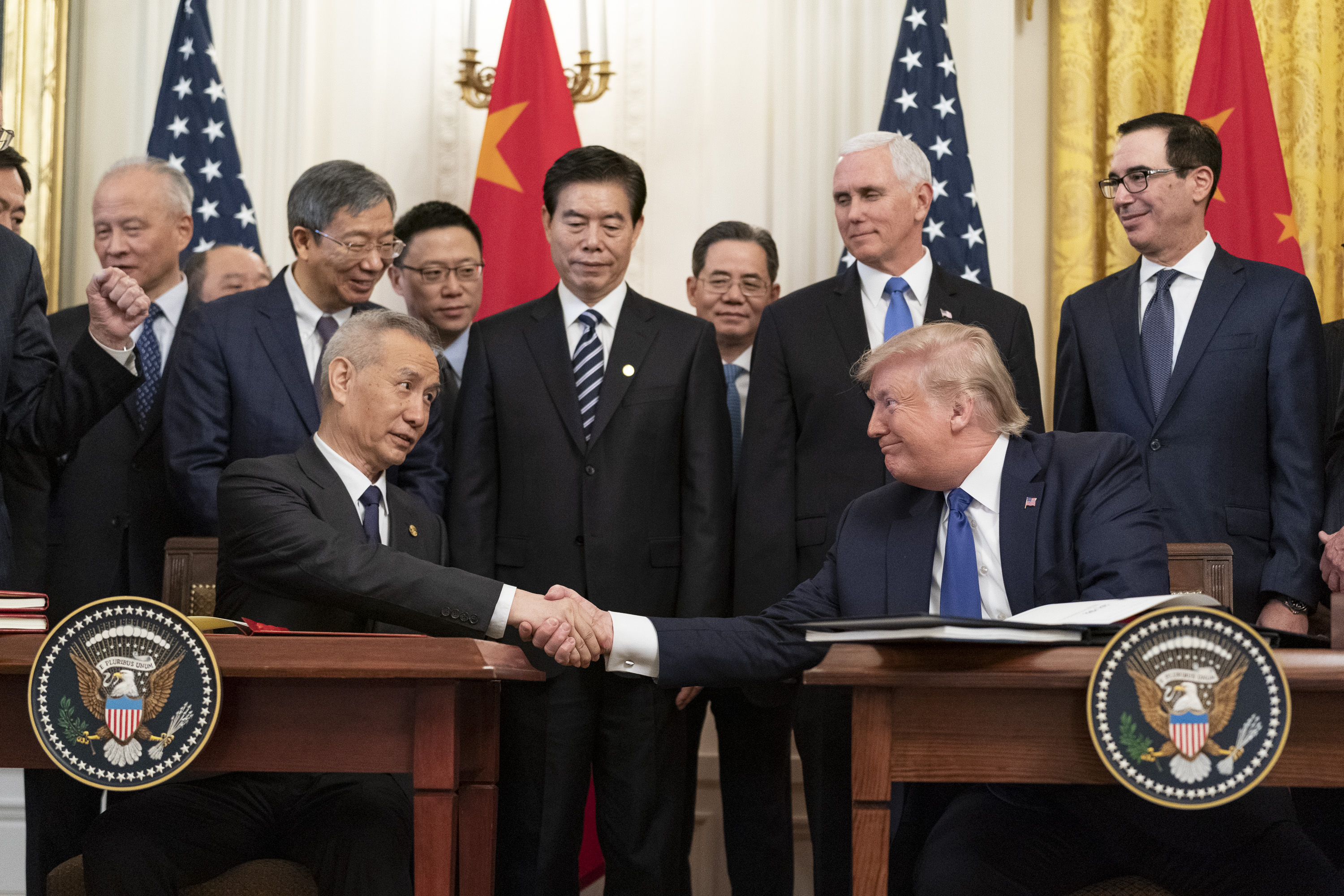
米中経済貿易協定の署名式

米中貿易戦争（べいちゅうぼうえきせんそう、英: United States-China trade war）は、アメリカと中国の二国間における貿易摩擦のことである。
20世紀初頭から約100年に渡って世界の覇権を握ってきた超大国であるアメリカと、1990年代から経済的に急成長を続けて21世紀に台頭した中国による覇権競争の一面と位置付けられている。

## 2017年以前の動き：前史

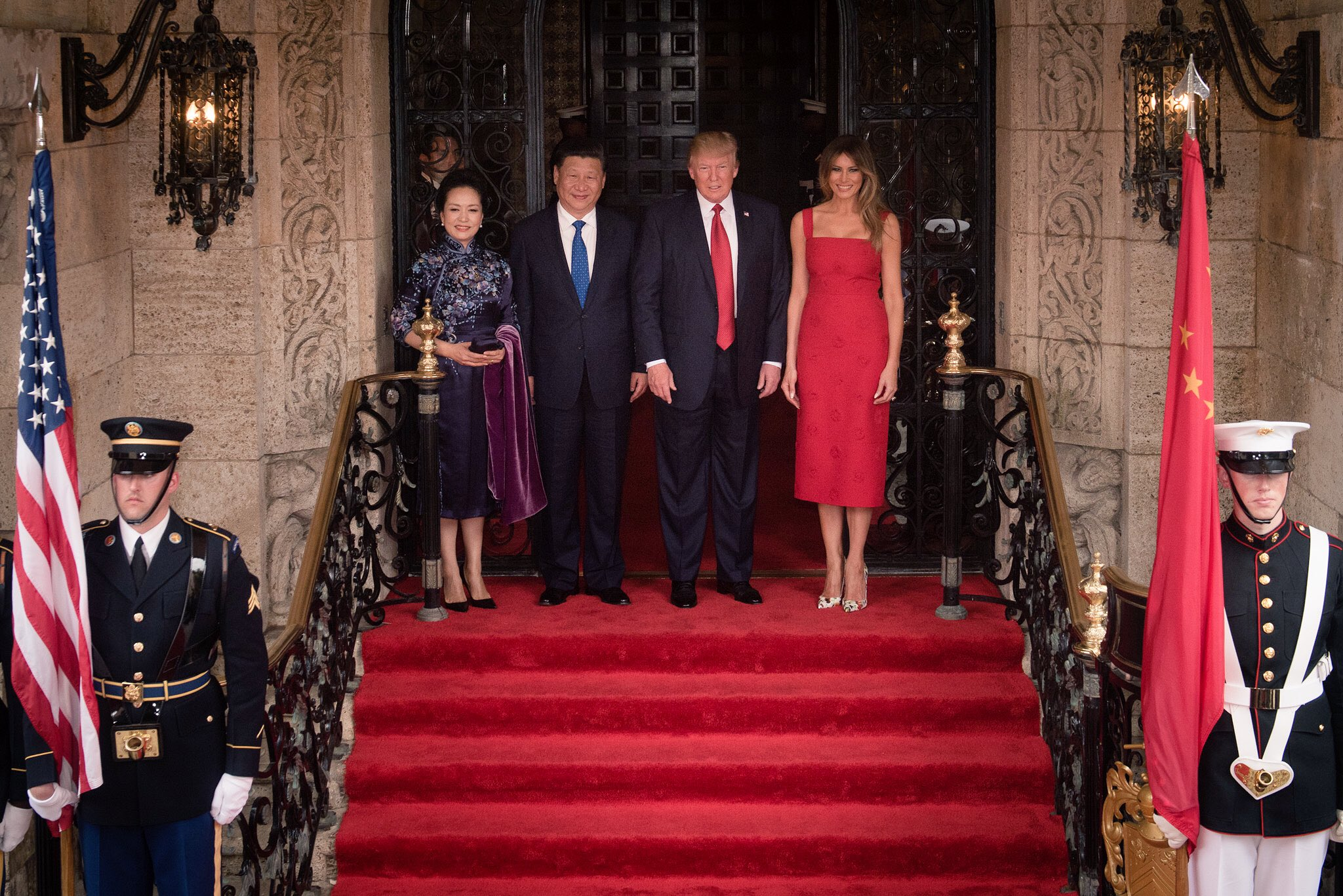
米中首脳会談（2017年4月7日）

- 2016年 - 米大統領選挙の期間中、のちに大統領になるドナルド・トランプは、選挙期間中に、中国との間の膨大な貿易不均衡を問題として取り上げ始めた[1]
- 2017年4月7日 - 中国の最高指導者（中国共産党総書記）である習近平が訪米して行われた米中首脳会談では、貿易不均衡の問題を解消するための米中包括経済対話メカニズムの立ち上げが合意されるとともに、アメリカの対中輸出を増やすための100日計画策定が取り決められた[2]。しかしながら同年7月に行われた閣僚級による包括経済対話メカニズムの交渉は進展を見ないまま頓挫した。
- 2017年8月1日 - トランプ政権は、中国に対し不公正な貿易慣行がないかアメリカ通商法スーパー301条に基づく調査を始める検討に入った[3]
- 2017年9月18日 - 米通商代表のロバート・ライトハイザーは講演中で、外国企業が中国に進出する際に技術移転を強要し、その上で不公正な補助金で輸出を促進する中国が国際的な貿易体制に対する脅威になっていると主張。これに対して中国報道官の高峰が企業間の取引の話であり、中国政府による干渉は一切ないと反論を行った[4]。
- 2017年11月9日 - トランプが訪中して行われた米中首脳会談では、対中貿易赤字削減のために総額2535億ドルの商談が調印されるも殆どは覚書や協議書であった[5]

## 2018年の動き

### 追加関税措置発動前

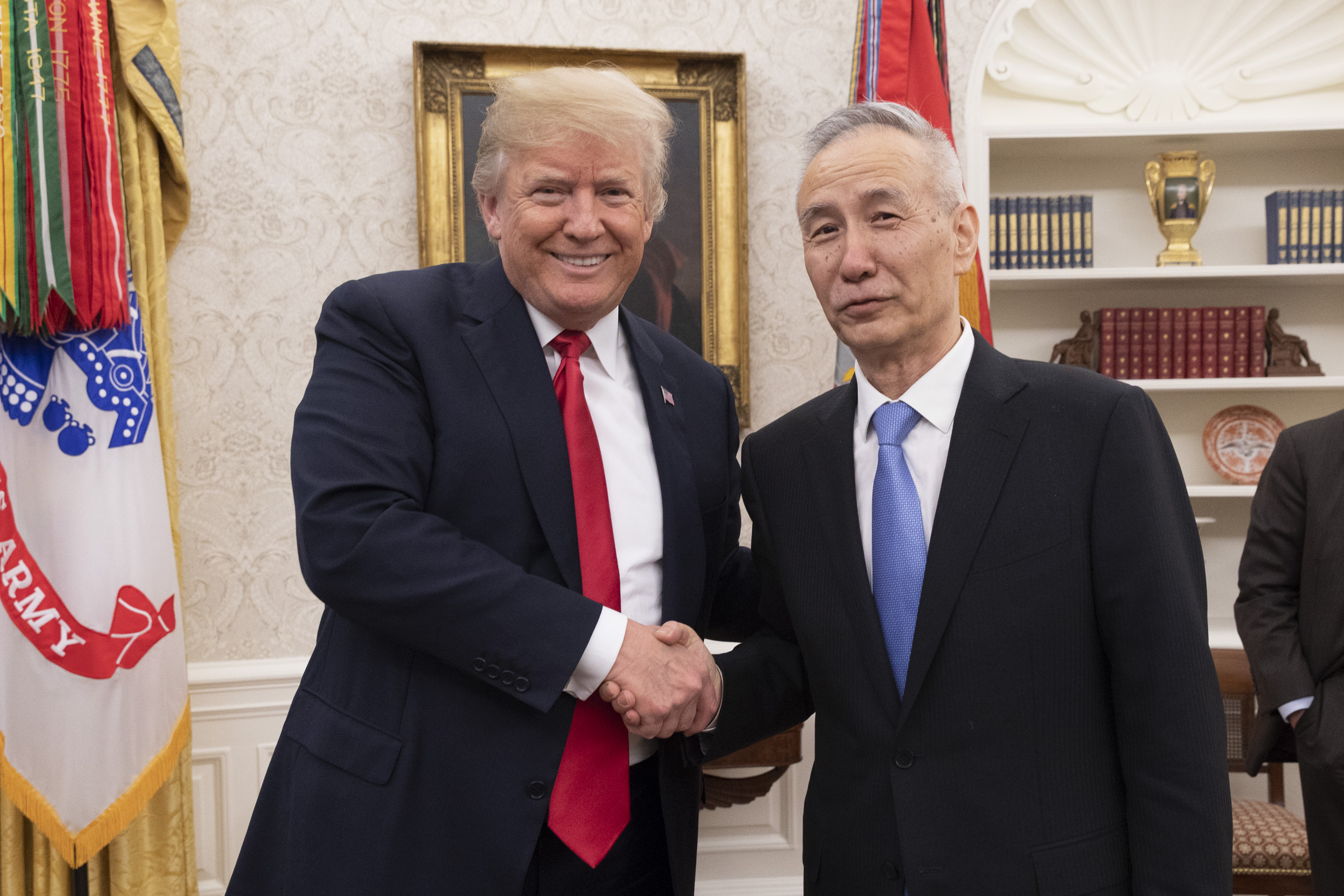
米中通商協議で訪米した中国の副首相である劉鶴と会見するトランプ（2018年5月）

- 1月12日 - 中国税関総署が2017年の対米貿易額を発表。対米貿易黒字額は2,758億1,000万ドルと過去最高を更新[6]。
- 1月22日 - アメリカが緊急輸入制限（セーフガード）を発動し、太陽光発電パネルに30%、洗濯機に20%以上の追加関税を課すことを発表[7]。2016年にアメリカが輸入した太陽光発電パネルの国別シェアは1位がマレーシアで、2位が中国[8]。
- 3月1日 - アメリカが通商拡大法232条に基づき鉄鋼、アルミニウム製品に追加関税を科す方針を発表。課税幅は鉄鋼25%、アルミ10%。アメリカの安全保障上の懸念を理由にするもので、中国を含めたほとんどの国々が対象となった[9]。
- 3月23日 - アメリカによる鉄鋼、アルミ製品への追加関税措置が発動。中国商務省は、128品目のアメリカ製品に対し約30億ドルの追加関税をかける報復措置の計画を発表[10]。
- 4月1日 - 中国がアメリカから輸入する果物など128品目のアメリカ製品に15%-25%の報復関税措置を行うことを発表[11]
- 4月3日 - 米通商代表部はパーソナルコンピュータとスマートフォンや衣料品などといった輸入額の大きい消費財を除外しつつ産業用ロボット、小銃や爆弾[12][13]、医療機器、電気自動車、半導体などの中国製品1,300品目の特定を発表[14][15]
- 4月16日 - アメリカ商務省は、ZTEがアメリカによる対イラン制裁に違反し、イランにアメリカ製品や技術を輸出していたとして、アメリカ国内において向こう7年間の販売禁止措置を発表[16]
- 5月3日 - 北京にて貿易摩擦解消のための米中閣僚級会議が開催
- 5月17日 - ワシントンにて米中閣僚会議が開催
- 5月22日 - 中国が閣僚会議を受けて輸入される自動車および自動車部品などの関税の引き下げ措置を発表[17]。また、トランプは習近平への個人的好意を理由に制裁の見直しを指示したと述べた[18]。
- 6月2日 - 閣僚会議を受けてアメリカはZTEの販売禁止措置解除を発表[19]。この際、イヴァンカ・トランプの提携先の中国企業が対中関税を免除されたことや父ドナルドによるZTEの販売禁止解除に伴ってイバンカが中国で申請していた商標登録が承認されたために議会や市民団体から利益相反であるとして追及を受けた[20]。
- 6月11日 - アメリカは知的財産保護を目的に科学技術を学ぶ中国人留学生に対するビザの発給を厳格化[21]
- 6月16日 - アメリカ側が中国から輸入される自動車や情報技術製品、ロボットなど1,102品目に対し、7月6日から段階的に500億ドル規模の追加関税措置を科すと発表。中国側も課税された際の対抗措置として自動車や農産物など659品目（後に2回合計878品目に変更）について追加関税措置を行うと発表[22]。
- 6月20日、アメリカは日本製、ドイツ製、ベルギー製、スウェーデン製、中国製の一部品目を対象に鉄鋼輸入制限の初の除外を発表[23]

### 貿易戦争の開戦と休戦
- 7月6日 - アメリカが中国から輸入される818品目に対して340億ドル規模の追加関税措置を発表。当初のリストからテレビなどの515品目を除いた[24]。中国も同規模の報復関税を発動した[25]。545品目のアメリカ製品に追加関税25%を適用したことで、大豆に対する輸入関税は3%から28%に増大したため、大豆油抽出後の脱脂大豆価格が高騰し、これを飼料として用いる豚、牛、羊、鶏などの食肉の価格の上昇に繋がった[26]。中国商務省は「史上最大の貿易戦争を仕掛けた」と非難した[27]。
- 7月10日 - アメリカは中国の報復関税に対する追加措置として、中国からの衣料品や食料品など6,031品目に対し2,000億ドル規模の追加関税を検討することを発表[28]。リストアップされた品目には、近年アメリカに輸入されていないものも含まれており、課税対象品目は上限に達しているものと考えられている[29]。
- 7月13日 - アメリカはZTEの販売禁止措置を解除[30]。中国税関総署は2018年上半期の対米貿易額を発表。上半期の対米貿易黒字額は1,337億ドルと前年同期比で13.8%増加した[31]。
- 8月23日 - 米中両国が第二弾の関税措置を発動
- 9月18日 - アメリカの第三弾の関税措置の発動予告をうけ、中国はWTOに申し立てを行った[32]
- 9月21日 - 中国がアメリカとの貿易協議を拒否[33]
- 9月24日 - 米中両国が第三弾の関税措置を発動[34]。アメリカは2018年は10%に留めるとした。当初は6031品目の予定だったが、5745品目に減らした[35]。中国側は、当初5%, 10%, 20%, 25% の4種類の予定だったが、10%の物は5%に、20%や25%の物は10%に変更した[36]。アメリカはレアアースなど、中国は原油などを草案から外した[37]。中国は米中貿易戦争に関する白書を発表し、外資系企業に技術の強制移転を求めているとアメリカ側が主張する件に関しては、強要しておらず事実の歪曲だと主張した[38]。
- 10月4日
  - 米副大統領のマイク・ペンスがハドソン研究所で講演を行い中国を強く批判した。中国が政治及び経済において自由が拡大することを期待して、中国がアメリカ経済にアクセスすることを許可し、WTOに加盟させたが、不適切な貿易慣行・関税・輸入枠があり、通貨操作し、技術を強制移転させ、知的財産を窃盗し、不適切に補助金を配布し、自由で公正な貿易とは相容れない行動を行っていると批判した。中国製造2025を通じて、AIなどの先端技術の90%を支配するために、アメリカの知的財産を取得するように中国政府が指示をしたと批判した。さらには軍事技術まで取得しようとしていると述べた。尖閣諸島や南シナ海などで軍事力を行使していると述べた。監視社会を構築し、国民の自由と人権を奪っている。キリスト教・チベット仏教・イスラム教などを宗教弾圧している。借金漬け外交を行い、借金を返せなくなった国から港などを取り上げようとしている。また、Supermicroの超小型マイクロチップ埋め込み疑惑やGoogleのドラゴンフライ計画なども牽制し[39]、アメリカでスパイ活動や宣伝工作を行い、中間選挙に干渉したと述べた[40][41]。
  - 米国防総省はアメリカの軍需産業が材料や部品の調達で中国に過度に依存かつ中国からのハッキングに脆弱だとする報告書を発表した[42][43]
- 10月17日 - アメリカは中国への優遇を理由に万国郵便連合からの脱退を表明し[44]、中国はこれに反発した[45]
- 10月24日 - 米欧州陸軍元司令官のベン・ホッジスが避けられないわけではないが、15年以内にアメリカが中国と戦争になる可能性は極めて高いと述べた[46]
- 10月31日 - 2018年10月は世界同時株安になり、アメリカのS&P 500は下落率-6.94%（9月終値2913.98、10月終値2711.74）で2011年9月以来の下落率だった[47]。日経平均株価は下落率-9.12%（9月終値24120.04、10月終値21920.46）で2016年6月以来の下落率[48]。上海総合指数は下落率-7.75%（9月終値2821.35、10月終値2602.78）。米労働省が毎週発表する新規失業保険申請件数（季節調整済み）は2009年3月28日以降減り続けているが、2018年9月15日の20.2万件を底にして第三弾の関税措置を発動以降は増加傾向（景気悪化）になった[49]。
- 11月1日 - トランプと習近平が電話会談を行い、貿易問題や北朝鮮情勢で非常に良好な対話が出来、12月1日のG20での米中首脳会談で良い対話が出来るとTwitterに投稿した[50][51][52]
- 11月9日 - 米財務長官のスティーブン・ムニューシンと中国の副首相である劉鶴が電話会談を行ったが進展は無かった[53]。米大統領補佐官のピーター・ナヴァロが、金融機関は米中貿易問題の早期解決を促すような圧力をかけるなとワシントンで講演した[54][55][56][57]。この講演以降再び世界同時株安となったが、トランプは11月12日に、民主党による大統領ハラスメントの見通しが株価下落の原因であるとTwitterに投稿した[58]。
- 11月13日 - 中国の首相である李克強がアメリカ側と交渉する意思があり、双方が受け入れ可能な解決策を見つけ出す知恵が双方にあると確信していると述べた[59]。米国家経済会議委員長のラリー・クドローが、結論は分からないが、あらゆるレベルで協議を続けているとCNBCのテレビインタビューで答えた[60][59]。
- 11月16日 - トランプが中国が貿易合意を求めており、追加関税を課す必要がなくなる可能性もあるが、現時点での中国側の提案は互恵的ではないため受け入れることが出来ず、142項目に加えて重要な4〜5項目を追加で回答して欲しいと発言した[61][62]。トランプの発言の直後、ホワイトハウス関係者が、話し合いがすぐにまとまる見通しの訳ではないので、発言を深読みしないで欲しいとも言った[63]。
- 11月17日 - APECで習近平が保護主義と単独主義が世界経済に影を落としていると述べてアメリカを牽制し、米副大統領のマイク・ペンスが中国が不公正な貿易慣行を是正するまで関税を続ける方針を表明した[64][65]。ペンスは、貿易慣行・関税・輸入枠・技術の強制移転・知的財産権の侵害・南シナ海などの航行の自由・イスラム教徒弾圧などの人権問題が米中両国の間で問題になっていると述べた[66][67]。11月18日に閉幕したが、米中対立が深く、APECでは1993年からの首脳会議を開催以来初めて首脳宣言を採択できなかった[68][69]。11月19日に中国外務省報道官が、アメリカが怒った態度でスピーチをし、建設的な雰囲気を破壊したため、首脳宣言を採択できなかったと述べ[70][71]、外相の王毅もアメリカが保護主義を正当化して押しつけたのが原因だと述べた[72][73]。11月23日に5日遅れで議長声明を公表し、恒例として首脳宣言に盛り込んでいた「保護主義と貿易をゆがめる手段と闘う」とする記述は削除された[74]。
- 11月19日 - 米商務省産業安保局がAI・ロボット・マイクロプロセッサなどに対する輸出規制のパブリックコメントの募集を始めた[75]。特定の国名は明記されていないが、中国を念頭に置いたものであるとされる[76]。
- 11月20日 - 米通商代表部が通商法301条に基づく報告書 UPDATE CONCERNING CHINA'S ACTS, POLICIES AND PRACTICES RELATED TO TECHNOLOGY TRANSFER, INTELLECTUAL PROPERTY, AND INNOVATION[77] にて、中国が不当な貿易慣行を是正していないとの見解を表明した。中国は建設的に対応しておらず、政策を変更する意思がないことを中国側は明確にしたと書いた[78]。11月22日に中国商務省報道官は根拠のない批判であると述べた[79][76]。
- 11月21日 - OECDが、もし、米中両国が第四弾の関税措置を発動して全商品に関税をかけた場合、2021年にかけてアメリカは1.1%、中国は1.3%、世界は0.8%GDPが押し下げられると予想した[80]
- 11月22日
  - アメリカ政府が日本などの同盟諸国に対してファーウェイの通信機器を使用しないように要請したとウォール・ストリート・ジャーナルが報道した[81][82]。イギリス政府は11月6日[83]に、オーストラリアは8月23日[84]に、ニュージーランドは11月28日[85]に、ファーウェイの機器を国内で使用しないように要請していると報道されていた。ドイツ政府は12月7日に排除しないと表明した[86]。
  - トランプが、改めて2019年1月から25%に関税を引き上げると中国を牽制し、アメリカの関税はアメリカの輸入業者が支払い、製品価格に転嫁され、アメリカの消費者が支払うものであるにもかかわらず、中国は大量に関税を支払うことになるため取引をしたがっていると述べた[87]
- 11月23日 - 中国商務省副報道官の王受文がWTO改革に関する記者会見で、中国は発展途上国であり、中国は貿易において特別な優遇をされる必要があり、先進国とは異なるルールで貿易を行って良いと改めて主張した[88][89]。米欧諸国は世界第2位の経済大国であるが故に貿易で中国を特別扱いするべきではないと主張している。
- 11月26日
  - トランプはウォール・ストリート・ジャーナルのインタビューで、12月1日の米中首脳会談で税率引き上げの延期に応じる可能性は極めて低く、予定通り1月1日から25%に引き上げ、さらに全品目を対象とした第四弾関税も発動し、その税率は10%か25%にすると述べた[90][91]
  - トランプは、ゼネラル・モーターズが7工場閉鎖することに対して[92]、アメリカの4工場は閉鎖するが、中国の工場は閉鎖しないため、中国での生産を停止しオハイオ州に戻るように補助金を出さないと予告[93]する形で圧力をかけていると述べた[94][95]。ウォール・ストリート・ジャーナルはゼネラル・モーターズが中国工場を停止できないのは、トランプが仕掛けた関税合戦のため中国向けは中国で製造しなくてはいけなくなっているからであると分析している[96]。
- 11月27日
  - 米国家経済会議委員長のラリー・クドローが、米中首脳会談は12月1日の夕食会になる予定と述べ、依然意見は対立しているが、取引できる可能性がかなりあると考えており（なお同一の会見を楽観的と要約したメディアと懐疑的[97]と要約したメディアがある）、行き詰まりを打開する好機であり、習は本腰を入れて、新しい考えをわれわれに提示することができると述べた[98]。ただし、中国側はアプローチを大きく変えていないため、これまでの反応に失望しているとも述べた[99]。
  - 財務大臣の麻生太郎が、10月4日の米副大統領のマイク・ペンスのハドソン研究所での講演が米政府としての主張であり、中国政府は公式に反論していなく、それゆえ、アメリカの対中戦略が進んでいき、対立が長期化すると述べた。そして、対中強硬論はトランプの思いつきではなく東部のエスタブリッシュメントの意見として捉える必要があり、11月12日にペンスが来日した際に日本政府に説明したと述べた[100]。
  - アメリカ議会の報告書によると、新疆ウイグル自治区ではイスラム教徒100万人が再教育施設に強制収容されているが、駐米中国大使の崔天凱は、あくまでもISILと同等であるテロリストへの再教育であり、アメリカ側が本件で制裁の発動に踏み切れば中国側も報復措置に出ると警告した[101]。また、貿易摩擦において、中国政府が世界で最も保有する米国債を武器として使うことを真剣に検討しているとは思わないと述べた[102]。
- 11月28日 - 通商代表のロバート・ライトハイザーが、7月6日の第一弾関税の時にアメリカと中国が共に自動車関税を25%引き上げて、アメリカ側が27.5%に、中国側が40%になったが、アメリカ側が40%にして中国と同じにすることを検討していると述べた[103]。また、中国が意味のある改革案を携えて交渉のテーブルに着こうとしていないと述べた[104]。
- 11月29日 - トランプが、中国との通商交渉妥結に近づいているものの、自分が望んでいるかは定かでないと発言した[105][106]。中国商務省の報道官が、米中首脳会談で前向きな結果を期待していると述べた[107][108]。
- 11月30日 - 中国の金融当局者はコンセンサスが着実に高まっているとの認識を示した[109]。米株はS&P 500が11月最後の週で4.16%上昇し、約7年ぶりの上昇幅であった[109]。
- 12月1日 - 米中首脳会談で貿易問題が議論された[110]。議論を延長し、90日間まで（2019年2月28日まで[111]）は関税のこれ以上の引き上げを延期することとした。2019年1月1日に第三弾関税を25%に引き上げ予定だったが議論の間は延期されることになった。中国が農産品、エネルギー、工業製品などを大量に購入することで合意し、農産品はすぐに輸入を開始することに合意した。クアルコムによるNXPセミコンダクターズの買収は、中国の独禁当局が一度拒否したが、再度申請されれば審査するとした[112]（クアルコムは12月3日に再申請しない旨を表明した[113]）。

アメリカ側は下記5点を90日以内に解決したいとしている。
- アメリカ企業への技術移転の強要
- 知的財産権の保護
- 非関税障壁
- サイバー攻撃
- サービスと農業の市場開放

国家資本主義の柱である産業補助金の見直しやハイテク分野での政策見直しは、中国側の反発により、協議の対象から外された。貿易問題ではないがペンスがAPECの際に上げていた、南シナ海およびイスラム教徒の問題も議題から消えた。上記5点のうち技術移転の強要とサイバー攻撃は行っていないと中国側は主張している。中国商務省副報道官の王受文は第一弾、第二弾の500億ドル分の関税を「取り消す方向で協議する」と述べた。台湾問題については、「一つの中国」原則をアメリカが維持していくことも申し合わせた。ブルームバークは中国は大豆などは輸入する必要があり、その輸入先がアメリカに切り替わるだけで、輸入額は変わらないだろうと分析している。また、アメリカ側も、中国が購入する分だけ、他国がアメリカ以外から購入するようになり、結果として、アメリカと中国ともに輸出入額の総額はあまり変化しない可能性もある。アメリカと中国での発表内容に若干のずれがあり、例えば、アメリカ側は90日以内に解決できなければ関税を25%に上げると言っているのに対して、中国側は90日の話を発表せずに両国は合意に達し、お互いに新たな関税をかけるのを停止したと発表した。アメリカ側は論点を5点上げているのに対して、中国側は貿易問題とのみ発表している。
- 12月2日 - トランプが、中国は自動車への輸入関税の引き下げ・撤廃に同意したとTwitterに投稿した[118][119]
- 12月3日
  - 中国外務省の報道官が、米中両国首脳が関税措置全廃への取り組みを経済チームに指示したと述べた[120]
  - 2019年2月28日まではアメリカ側の交渉責任者は通商代表のライトハイザーに変更になった[121]
  - 米国家経済会議委員長のクドローは、自動車関税の件は、合意の文書はなく、中国政府は合意を確認していなく、関税は0%になると予想しているが、公約のようなものであり、公約は必ずしも貿易合意ではないが、中国側が検討し、恐らく実行するものと述べた[122]。知財権侵害と技術移転の強要に関して合意にかなり近づいていると述べた[123]。
  - 米財務長官のムニューシンは、詳細は詰めていないが、中国は1.2兆ドルを超える輸入拡大の意向を示したと述べた[124]
- 12月4日
  - トランプは、自分は「Tariff Man[125] 」(関税の男)であるとTwitterに投稿した。90日の猶予期間については延長する可能性もあると示唆し、延長されなければ追加関税を課すと明言した[126]。
  - 米国務長官のポンペオは、中国、ロシア、イランなどの厄介者が利益を得る事態に歯止めを掛ける観点から、自国や同盟国・友好国の利益にならない国際協定からの脱退を進める方針を示した[127]
  - WTO事務局次長のカール・ブラウナーは、世界的な貿易システムは危機的状況にあるとの認識を示した。誰もが好き勝手に行動すれば、すべてが終わりになると警告した[128]。
  - 世界同時株安になり、米株のS&P 500は1日で3.24%下落した。2018年10月10日の3.29%下落以来の大きな下落。
- 12月5日
  - アメリカと中国には発表のずれがあったが、中国側が交渉期限が90日以内であることを初めて公式に認めた[129][130]。交渉内容の詳細は12月6日以降に発表するとした[131]。
  - 中国が大豆とLNGの輸入再開の準備を始めた。しかし、関税がどうなるかは未確定[132]。

- 12月6日
  - 米政府の要請でカナダ司法省は、アメリカが経済制裁を科すイランに製品を違法に輸出した容疑で、ファーウェイの創業者の娘で副会長兼CFOの孟晩舟を逮捕した（逮捕自体は12月1日の米中首脳会談の頃[133]）[134]。駐加中国大使館は重大な人権侵害だと批判した。取引は、米政府が任命したHSBC担当監視官がHSBCにて発見した[135]。
  - 米農務省は、25%の関税措置により綿花の対中輸出が8〜9月は49.7%減少したと発表した。[136]
  - 米商務省が発表した2018年10月の貿易収支の赤字額は2008年10月以来の大きさであった。モノとサービスの輸出が0.1%減で、輸入は0.2%増になった。赤字縮小のために、中国に対して関税措置を行ったが、逆効果であった。[137]
  - 孟晩舟の逮捕以降、中国国内では彼女の逮捕やファーウェイの排除に対抗してAppleなどのアメリカ製品に対する不買運動が広がっていると報じられており、香港のタブロイド紙の蘋果日報は12月8日、「中国の複数の企業が、米Apple社のスマートフォンであるiPhoneの使用を中止するよう従業員に通知した」と報道した[138][139]。
- 12月7日 - 日本政府は、セキュリティ上の懸念から、中央省庁や自衛隊などが使用する製品・サービスからファーウェイとZTEを事実上排除する見通しであると報道された[140]
- 12月8日
  - 中国外務省副報道官の楽玉成は、ファーウェイの件で、駐中国カナダ大使を呼び出し、釈放しなければ重大な事態を招き、その全責任はカナダが負うと抗議した[141]。12月9日、駐中国アメリカ大使を呼び出し、アメリカの行為は中国国民の合法的かつ正当な権益を重大に侵害していると強烈な抗議を申し入れ、中国はアメリカの行動を見極めてさらなる対応をすると述べた[142][143]。
  - 中国軍大佐の戴旭は、航行の自由作戦で南シナ海をアメリカの戦艦が通過した際に、2隻の軍艦を派遣し、武力攻撃すべきだと述べた[144]
  - 中国の2018年11月の対米貿易黒字は過去最大を更新した[145]
- 12月10日
  - 中国は、カナダの元外交官であるマイケル・コブリグ[146]および北朝鮮との文化交流を行っているカナダ人のマイケル・スパバ[147][148]を拘束した。報道されたのは、マイケル・コブリグが12月11日、マイケル・スパバは12月13日。
  - 日本の携帯電話キャリアはファーウェイおよびZTEの基地局を使用しない方針と報道された（携帯電話端末は対象外）[149]。ソフトバンクは既存の4Gの基地局も、ファーウェイからエリクソンやノキアに切り替えるとした[150]。携帯通信インフラの市場シェアは、2017年はファーウェイが1位、ZTEが4位[151]。
- 12月11日
  - 米財務長官のムニューシン、通商代表のライトハイザー、中国側は副首相の劉鶴が電話会談を行い、7月6日に第一弾の関税措置として自動車の関税を15%から40%に引き上げていたのを、実施時期は未定だが15%に戻すことに合意した（3日後、3ヶ月間一時停止と発表された）[152][153]
  - トランプは、ファーウェイCFO逮捕の問題が、貿易交渉や安全保障に影響するならばアメリカ司法省に介入すると述べた[154]。ただし、このようなことを行うと、将来の経済問題で、アメリカとの交渉を有利に進めるために、アメリカ人の拘束が進むと非難された[155]。
  - カナダの裁判所は、ファーウェイCFOの保釈を認めた[156]。
- 12月13日
  - 中国が大豆の輸入を開始したとブルームバークが報道した[157]
  - 日本政府は、ファーウェイやZTEを念頭に、電力・水道・金融・情報通信・鉄道などインフラ14分野で、民間企業・団体に情報漏洩や機能停止の懸念がある情報通信機器を調達しないよう求めると報道されたが[158]、官房長官の菅義偉は、この報道に関して、政府調達のみで、現段階で民間企業に要請を行う予定はないと述べた[159]。
  - 米大統領補佐官のジョン・ボルトンは、ヘリテージ財団にて講演を行い、中国は賄賂や不透明な合意を利用してアフリカ諸国を戦略的に借金漬けにし、隷属状態にしているが、アメリカは世界史上最も非帝国主義的な超大国であり、アフリカ大陸全般に無差別に援助することはせず、独立・自立・成長というビジョンで、アメリカの国益にかなう国々に優先的に投資すると述べた[160][161][162]
- 12月14日
  - 中国財務省は、アメリカに対する自動車の25%および自動車関連製品の5%の追加関税措置を2019年1月1日〜3月31日の間は停止すると発表した[163][164]
  - 米通商代表部は、90日間の交渉が不調に終わった場合、第三弾関税措置を10%から25%に引き上げる日は、2019年3月2日と発表した[165]
- 12月17日
  - 米WTO大使のシアは、中国の不公平な競争慣行は外国企業や労働者に悪影響を与えWTOルールに違反していると指摘した。中国WTO大使の張向晨は、安全保障上の懸念を口実にした保護主義だと指摘した[166]。EUのWTO大使であるファンヒューケレンは、WTOが深刻な危機状態にあり、アメリカの貿易制限政策を批判した[167]。日本、カナダ、スイスもアメリカの通商政策を批判した[166]。WTOはアメリカの貿易政策の焦点が、自国の安全保障を支え、自国経済を強化するための政策に移っていると指摘する報告書をまとめた[168]。
  - 米農務省は、貿易戦争で打撃を受けている農家を支援するため、最大120億ドルの第二弾の補助金の支払いを始めたと発表した[169]。農家はトランプの大統領選挙勝利を後押しした支持層の1つ[170]。
- 12月18日 - 財務長官のムニューシンは、米中両国は90日間の期限内（2019年3月1日まで）に合意事項を文書化することに注力していて、2019年1月に会合が実施されると予想していると述べた[171]
- 12月28日 - 米通商代表部は対中追加関税の品目別適用除外を発表[172]
- 12月31日 - 習は新年の挨拶で米中貿易戦争を念頭に自力更生の堅持を演説した[173]

## 2019年の動き：事態の泥沼化

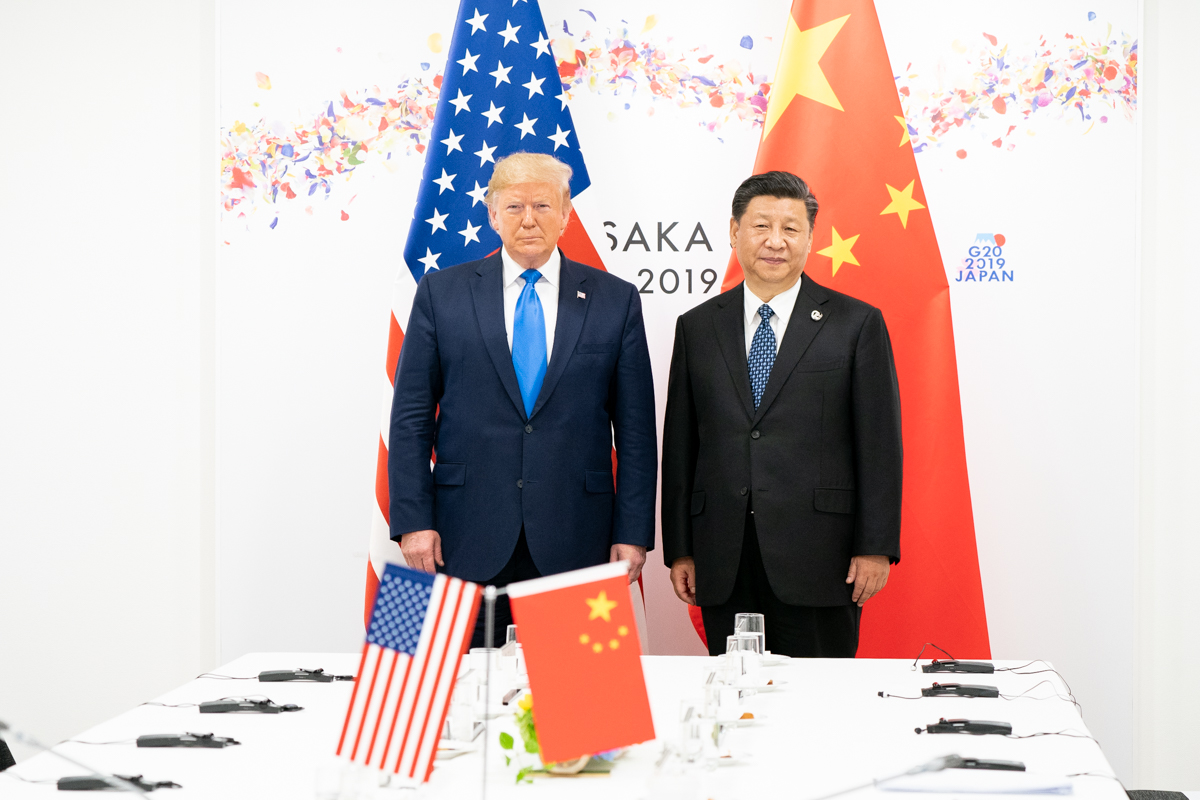
2019年G20大阪サミットでの米中首脳会談

- 2月24日 - トランプは3月1日とした交渉期限を延長させることを表明[174]。
- 3月11日 - ボーイング737 MAXにおける飛行トラブルを受けて中国が世界に先駆けてボーイング737MAXの運航を禁止、米中貿易交渉のカードや国産航空機の市場戦略が目的ともされる[175][176][177]。
- 3月28日 - アメリカ通商代表部は対中追加関税の品目別適用除外の第二弾を発表[172]。
- 4月18日 - アメリカ通商代表部は対中追加関税の品目別適用除外の第三弾を発表[178]。
- 5月10日 - 米中通商協議は折り合わず、中国が9割完成していた合意文書案の全7章を大幅に修正して一方的に送付[179][180][181]したことに反発していたアメリカは2,000億ドル規模の追加関税を10%から25%に引き上げた。協議で訪米していた副首相の劉鶴は「必ず報復する。中国は原則に関わる問題では決して譲らない」「財政政策や金融政策の余地は十分にある」と述べた[182]。令和最初の取引から日本株が大きく下げる中、中国の株価はV字回復しており、「国家隊」と呼ばれる政府系機関投資家が買い支えて官製相場を演出したと観測された[183]。
- 5月13日
  - 中国が6月1日に25%に引き上げる600億ドル規模の報復関税を発表[184]。
  - アメリカ通商代表部は中国製品3,805品目に対し3,000億ドル規模の追加関税の第四弾を検討することを発表。関税対象に対中依存度が8割〜9割超のパソコン、スマホ、ゲーム機が入り[185]、ほぼ中国からの全輸入品となったが、レアアースや医薬品はリストから外された[186]。
  - 中国の国営メディアは貿易戦争で最後まで戦うことを国民に呼びかける記事や動画を一斉に配信した[187]。
- 5月15日
  - 人民元が4カ月ぶりに安値となったことを受け[188]、トランプは関税を相殺しようとする中国の金融緩和に対抗してFRBに「同等の措置」を講じることを要請し[189]、ファーウェイによるアメリカからの部品調達を制限する大統領令に署名[190]。
  - 習はアジア文明対話での演説でアメリカ国務省政策企画本部長のキロン・スキナー（英語版）が米中対立を米欧文明と支那文明の「文明の衝突」と位置付けたことに対して人種の優位性を説いて他国に改革を強いる試みは「愚か」と非難した[191][192]。
  - 中国外交部報道官は、米中貿易問題を従来の「貿易摩擦」から「貿易戦争」に表現を変更し、中国は自衛的措置を講じていると述べた[193]。
- 5月20日 - アメリカ国土安全保障省は北米市場で80％のシェアを占めるDJIなどを念頭に中国政府にデータが渡る可能性があるとして中国製ドローンの購入に注意喚起した[194]。
- 5月23日 - アメリカ商務省は中国などを念頭に通貨安誘導や為替介入を行った貿易相手国に対して相殺関税を課す方針を発表[195][196]。
- 5月28日 - 中国国家発展改革委員会はアメリカが世界の7割を生産する中国からの輸入に8割依存しているレアアースについて声明で「アメリカへの対抗手段となるだろうか。言えることは、仮にレアアースを使用した製品で誰かが中国の発展を抑え込もうとするのならば中国人民は嬉しくないということだ」と述べて輸出規制を示唆した[197]。
- 5月29日 - アメリカ国防総省はドローンやロボット[198]といったハイテク製品だけでなく、ミサイルや戦闘機[199]のような防衛装備品にも必要なレアアースの対中依存対策として国内生産への資金援助をアメリカ政府やアメリカ議会に要請した[200]。
- 6月2日
  - 中国の国防相では8年ぶりにアジア安全保障会議に出席した国務委員兼国防部部長の魏鳳和は「貿易摩擦でアメリカが対話を望むならドアは開いている。アメリカが戦いたいなら戦う用意はできてる」と演説した[201]。1日にアメリカ国防長官代行のパトリック・シャナハンは米中貿易問題を「貿易戦争と認識していない。通商交渉が続いてるだけだ。米中は最終的に問題を解決するだろう」とアジア安保会議で演説していた[202][203]。
  - 中国は米中貿易摩擦で「原則に関わる問題では絶対に譲歩しない」とする白書を発表した[204]。
- 6月3日 - アメリカ財務省とアメリカ通商代表部は共同声明で中国の白書を「事実と異なることを伝える非難合戦の追求にアメリカは失望した」と批判した[205]。
- 6月4日 - アメリカ商務省は「レアアースなしで現代の生活はあり得ない。供給を断たれないようアメリカは前例のない措置をとる」とする報告書を発表した[206]。
- 6月10日 - トランプはCNBCのテレビインタビューで中央銀行を支配下に置く習は為替安誘導や金融緩和で関税を相殺して「何でも思うがままにやれている」として中国人民銀行と対照的に政治的に独立するFRBを「私の言うことを聞かず、中国を優位にしてる」と批判し[207][208]、G20大阪サミットで習との首脳会談がなければ中国の全輸入品に関税を課す第四弾を直ちに発動するとも述べた[209]。
- 6月17日
  - 中国の国家発展改革委員会はレアアース政策の策定準備を発表した。国営の環球時報はアメリカの軍需産業を狙い撃ちする可能性を報じた[210]。
  - アメリカ通商代表部が第四弾の関税をめぐる7日間の公聴会を開始した[211]。
  - マイクロソフト、任天堂、ソニーは連名の公開書簡でアメリカが9割を中国から輸入しているゲーム機を第四弾の関税対象から外すことを求めた[212][213]。
- 6月18日 - トランプは習との電話会談でG20大阪サミットでの米中首脳会談の開催と米中通商協議の再開で合意したと発表した[214]。
- 6月21日
  - アメリカ商務省産業安保局は、ファーウェイに続き、中国でスーパーコンピュータを開発する5団体をエンティティ・リストで事実上の禁輸措置対象に指定することを発表[215]。
  - ヒューレット・パッカード、デル、マイクロソフト、インテルは共同声明で第四弾の関税対象からアメリカで販売する9割を中国で生産しているパソコンを外すことを訴えた[216]。前日はAppleが第四弾の関税に反対すると表明した[217]。
- 6月29日 - 米中首脳会談。G20大阪サミットのための訪日中に行われ、習とトランプは、貿易交渉再開とファーウェイに対する禁輸措置解除と第四弾の関税の見送りで一致した[218][219][220]。
- 7月9日 - 再停戦後初の電話での米中閣僚級協議を行った[221]。
- 7月30日 - 再停戦後初の米中通商協議を上海で行った[222]。
- 8月1日 - トランプは大阪サミットで合意された農産品の大量購入を中国は履行していないとして対中関税第四弾を9月1日に発動することを表明した[223]。
- 8月5日 - 人民元が2008年以来11年ぶりに対ドルで7元台まで下落したことを受け[224]、アメリカ財務省は1994年7月以来初となる為替操作国認定を中国に行ったと発表した[225]。
- 8月6日 - 中国商務部はアメリカからの農産品の購入を中止したことを発表した[226]。
- 8月13日 - アメリカ通商代表部は第四弾の関税対象からパソコン、スマホ、ゲーム機など一部品目を12月15日まで除外することを発表した[227]。
- 8月23日
  - 中国は9月1日に10％の追加関税を発動し、12月15日に輸入車への25％の関税の再開と一部は10%を上乗せする総額750億ドルの報復関税第四弾を発表し[228]、中国側でもアメリカからの輸入品ほぼ全てが関税対象になった[229][230]。
  - アメリカは第四弾の関税に5％を上乗せし、10月1日から第一弾から第三弾までの追加関税も25%から30%に引き上げる報復措置を表明した[231]。
- 9月1日 - アメリカ通商代表部は第四弾リスト1の1200億ドル分に15％の対中関税を発動し、12月15日にほぼ全輸入品の残り1600億ドル分に関税を課すことを表明した[232]。中国も第四弾を2回に分けてほぼ全輸入品となる計750億ドル分の5～10％の対米報復関税を表明した[233]。
- 9月11日 - 中国財政部は医薬品や潤滑油など対米関税対象から初めて除外する品目を発表した[234]。
- 9月12日 - トランプは10月1日に予定された30%への関税引き上げを10月15日に先送りすることを表明した[235]。
- 9月20日 - アメリカ通商代表部はコンピュータ部品など437品目を追加関税の対象から除外することを発表した[236]。
- 10月11日 - トランプは米中両国が部分合意に達したことから10月15日の関税引き上げの見送りを発表した[237]。
- 12月13日 - トランプと通商代表のライトハイザーは米中両国が第1段階の合意文書で妥結したとして12月15日に予定した第四弾リスト2の1600億ドル分の対中関税を無期限に延期し、9月1日に発動した第四弾リスト1の1200億ドル分の対中関税を7.5%に引き下げることを発表した[238][239]。15日、中国国務院は予定した報復関税および対米関税の上乗せを見送ることを発表した[240]。

## 2020年の動き：米中経済貿易協定の締結とコロナ禍

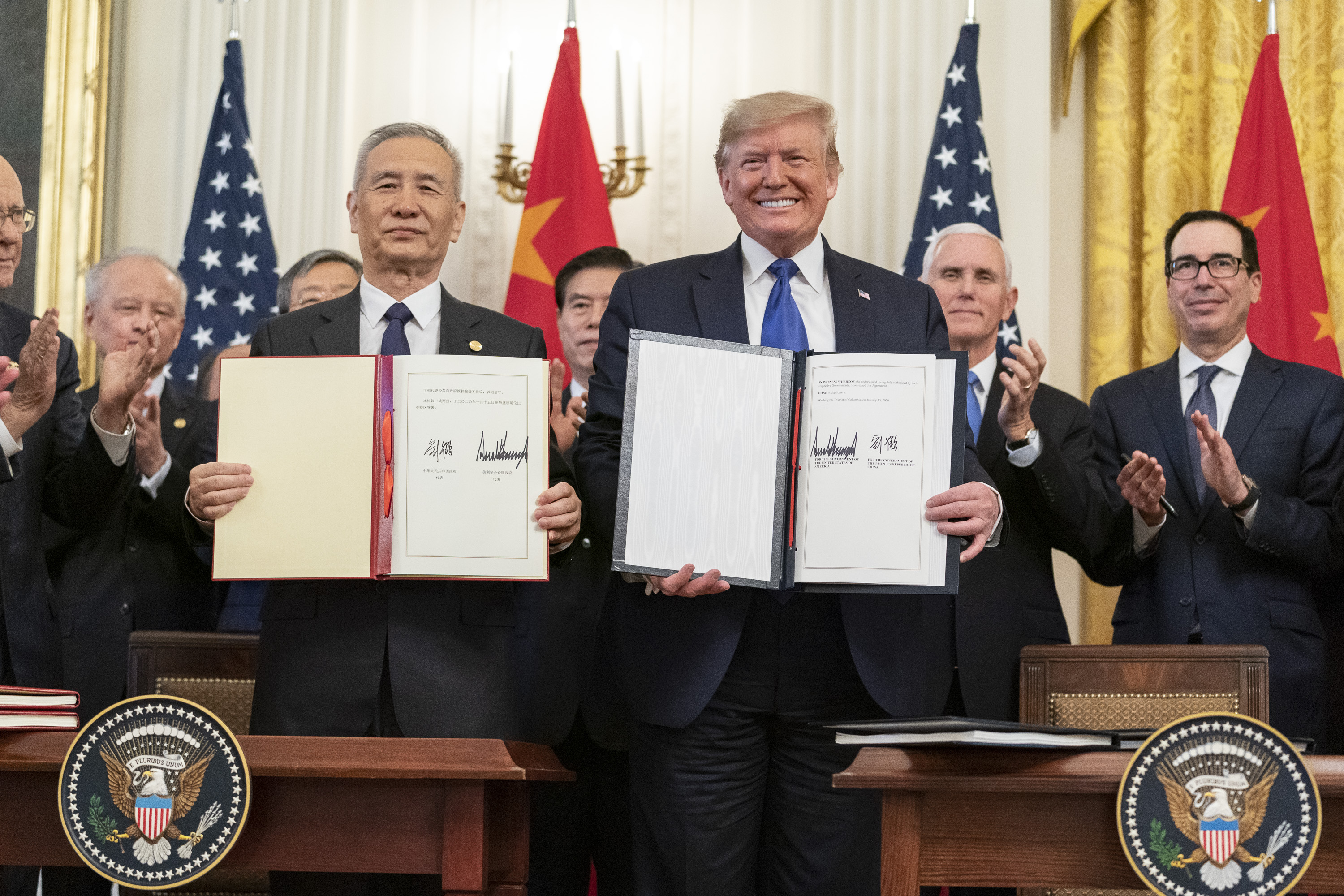
米中経済貿易協定の署名式（2020年1月15日）

- 1月13日、第1段階の合意文書で通貨の競争的な切り下げを回避するとしたG20のコミットメントが確認されたことで中国への為替操作国認定が解除された[241][242][243]。
- 1月15日 - トランプと劉鶴は米中経済貿易協定に署名した[244][245]。
- 2月1日 - 中国政府は自国における新型コロナウイルスの感染拡大を受け、マスクや防護服などを報復関税から除外すると発表した[246]。
- 2月7日 - トランプと習近平は電話会談で米中経済貿易協定の履行を再確認した。新型コロナウイルスの流行に対して米中経済貿易協定にある災害条項の適用が取り沙汰されていたが[247]、中国からの正式な要請はなかったとされる[248]。また、アメリカ国務省は中国に約18t分のマスクや防護服など感染防止対策のための支援物資を空輸し、最大1億ドルの資金援助も行うことを表明した[249][250]。
- 2月14日 - 第1段階の合意が発効され、米中両国は互いの輸入品に上乗せした関税を初めて引き下げた[251]。
- 3月6日 - アメリカ通商代表部はアメリカ国内における新型コロナウイルスの感染拡大を受けてマスクや人工呼吸器、手袋など一部の医療用品を対中関税から除外した[252][253]。
- 3月26日 - G20は共同声明で新型コロナウイルス克服のために国境を越える不可欠な医療物資のサプライチェーンを確保するという文言を盛り込んだ[254]。医薬品供給への影響が懸念されるなか[255]、新型コロナウイルスの呼称や発生地などをめぐって非難の応酬を繰り返していた米中両国が新型コロナウイルスは人類共通の脅威と認識して国際的な感染防止のメカニズム構築をG20では優先することで一致したと報じた[256]。
- 8月6日 - トランプは中国IT企業のバイトダンスやテンセントとの取引を禁じる大統領令に署名した[257]。また、14日にはバイトダンスに対してTikTokのアメリカ事業を90日以内に売却するよう正式に命じた[258]。
- 8月24日 - 新型コロナウイルスの世界的流行や香港国家安全維持法制定による香港における事実上の一国二制度崩壊などで米中両国の対立が激化する中、両国は閣僚級電話協議で米中経済貿易協定の履行を推進することで一致した[259]。
- 9日18日 - アメリカ商務省は20日からアメリカ国内でのTikTokとWeChat（微信）の新規ダウンロードを禁止すると発表した。翌19日、トランプはTikTokのアメリカ事業を継続するためのオラクルとの提携案を承認すると表明し[260]、27日に禁止措置を延期した[261]。
- 9月20日 - WTOは米中貿易戦争に関して初めて判断を示し、一審に当たる紛争処理小委員会（パネル）はアメリカの対中関税に正当性はないとして提訴した中国側の主張を認めた[262]。
- 9月27日 - ワシントン連邦地裁はTikTokのダウンロード禁止措置の一時差し止めを命じた[263]。
- 10月23日 - アメリカ農務省とアメリカ通商代表部は中国によるアメリカ産農産品の購入額が経済貿易協定における目標額の7割に達する236億ドルだったと独自に算出した中間報告書を発表した。しかし、ピーターソン国際経済研究所によれば貿易統計ベースに基づけば目標額の3割とされ、大統領選挙に向けたトランプ政権の実績アピールとされる[264]。
- 11月12日 - 商務省はワシントン連邦地裁が命じた一時差し止めに従い、TikTokの禁止措置を見送った[265]。トランプは中国人民解放軍の影響下にある中国企業にアメリカの投資会社や年金基金などが投資することを禁止する大統領令に署名した[266]。
- 12月4日 - アメリカ商務省は10月の貿易統計で対中輸出が単月では過去最大を記録したと発表した。トランプが再選のために重視したアメリカ産農産品が伸びたことから大統領選挙に備えて中国の思惑が働いたとされる[267]。
- 12月7日 - 中国税関総署は11月の対米貿易黒字が単月では1990年以降のデータで過去最高の754億ドルとなったと発表した[268]。コロナ禍の特需によって医療用品やテレワーク用品のパソコンなどの輸出が伸びたことで米中貿易戦争で2019年に6年ぶりに減少していた対米貿易黒字が持ち直したとされる[269][270]。

## 2021年の動き：アメリカでの政権交代と貿易問題の進展
- 5月26日 -  トランプ政権からバイデン政権への移行後初となる米中両国の閣僚級貿易協議が実施され、米通商代表のキャサリン・タイと中国副首相の劉鶴は米中経済貿易協定の履行状況や追加関税問題などを議論した[271][272]。
- 6月10日 - バイデンはWeChatとともにTikTokを禁止するトランプ前政権下での大統領令を撤回した[273]。
- 2021年の中国から米国への輸出額は前年比27.6％増の5,766億434万ドル、中国の米国からの輸入額は32.9％増の1,794億6,563万ドルと、輸出入額ともに過去最高額となった[274]。

## 2022年の動き
- 10月7日 - アメリカ商務省の産業安全保障局（BIS）は、輸出規制リストに高性能演算チップや同チップを搭載したコンピューター製品を追加。中国に対する最先端の半導体や製造装置の輸出の全面規制に乗り出した[275]。
- 11月14日 - インドネシアのバリ島で、バイデン大統領と習近平国家主席（総書記）による首脳会談が行われた。予定を超えて3時間に渡る長さとなった[276]。
- 11月18日 - アメリカのキャサリン・チ・タイ通商代表と中国の王文涛商務部長との間で会談。経済貿易上の問題などについて協議が行われた[277]。
- 11月25日 - 連邦通信委員会は、ファーウェイと ZTE などが製造する通信機器の承認を禁止。理由は、国家安全保障に「容認しがたいリスク」をもたらす恐れがあるため[278]。

## 2023年の動き
- 2月4日 - アメリカ空軍は、アメリカ本土を横断していた中国の気球をミサイルで撃墜（2023年中国気球事件）。2月10日、気球が中国軍の偵察用であり、軍と直接関係がある企業が製造に関わっているとして、6つの企業と団体を事実上の禁輸リストに追加した[279]。
- 8月9日 - バイデン大統領は、半導体、AI、量子コンピューターの3分野について、米国から中国への投資を制限する大統領令に署名した[280]。

## 2024年の動き
- 11月25日 - 2024年アメリカ合衆国大統領選挙（一般選挙）に勝利したトランプ次期大統領は、翌年の2025年ドナルド・トランプ大統領就任式当日に、メキシコ・カナダへの25％の関税賦課とともに中国からの輸入品に対しても既存のあらゆる税率を10％引き上げことを表明。これは中国からアメリカに流入する違法薬物（フェンタニル）の存在を念頭においたもので、流入が止まるまで続けるものとした[281]。

## 2025年の動き
- 1月20日 - 第47代アメリカ合衆国大統領に就任したトランプ大統領は当初掲げていた就任当日の関税賦課は見送り[282]、代わりに大統領令「米国第一の通商政策」で米中経済貿易協定の履行状況を調査するよう命じた。また、TikTokに関しては、中国との交渉で合弁会社になることが望ましいとして禁止措置の75日間延期を大統領令で命じた[283]。
- 2月2日 - トランプ大統領は、メキシコ・カナダからの輸入品への25％の追加関税とともに中国にも輸入品への10％の追加関税を賦課する大統領令に署名[284]。2月4日から実行される予定であったが、直前にトランプ大統領とメキシコ、カナダの各首脳との電話会談により両国が譲歩して1ヶ月の延長が妥結。中国との協議も伝えられたが期限内に妥結することはなかった[285]。
- 2月4日 - 中国への追加関税のみが発動。これを受けて中国政府は、アメリカからの石炭と液化天然ガス（LNG）に15％の関税を、原油、農業機械、ピックアップトラック、大型エンジン車には10％の関税を課す報復措置を発表した。中国財務省は声明で、トランプ政権は国際貿易機関（WTO）の規則に違反していると非難した[286]。
- 3月4日 - メキシコ・カナダに対する25%の関税を発動し、中国に対しては関税を10％上乗せして20％に引き上げた[287]。中国は、アメリカからの大豆、牛肉、豚肉、野菜、水産物などに10％の関税を、小麦、トウモロコシ、鶏肉には15％の関税を課す対抗措置を発表した[288]。
- 3月12日 - トランプ政権は、中国や日本を含む全ての国から輸入する鉄鋼製品とアルミニウムを対象に25％の関税を発動[289]。
- 4月3日 - トランプ政権は、中国への34％の関税を含む世界各国への相互関税を発表した[290]。
- 4月4日 - 中国は、アメリカの相互関税に対して34％の報復関税を発表し[291]、レアアースの輸出規制を行った[292]。期限が5日に迫っていたTikTokの禁止措置は、トランプ大統領によってさらに75日間延長された[293]。
- 4月9日 - トランプ政権は世界各国に一律10％を課した5日の第1弾に続く相互関税の第2弾を発動し、報復関税の撤回要求を斥けた中国に対しては50％を上乗せした84％の追加関税を課して合計104％に達した。これに対して中国は34％の報復関税に50％を上乗せしてアメリカからの輸入品全ての関税を84％に引き上げると発表した[294]。
- 4月10日 - トランプ政権は中国を除く世界各国を対象に発動した相互関税の第2弾を90日間停止し、中国への関税を125％に引き上げた[295]。また、最初の追加関税である20％に上乗せしたものであるとし、合計で145%になると発表した。
- 4月11日 - 中国は対米関税を125％に引き上げると発表し、これ以上の関税引き上げは実質的に意味がないものとして対抗しないことを示した[296]。同日、トランプ政権はスマートフォンやコンピュータなど電子機器の20品目を対中相互関税から適用除外した[297]。
- 5月12日 - ジュネーヴで行われたスコット・ベッセント財務長官と何立峰副首相による貿易協議での合意を受け、アメリカと中国は共同声明で米中双方が関税の115％を90日間引き下げることを発表した[298]。合意により、米国は800ドル以下の小口輸入品に対する対中関税を120％から54％に減らし、中国はボーイング製航空機の納入停止を解除した[299][300]。
- 6月10日 - 5日のトランプ大統領と習近平国家主席の電話会談を受け、ベッセント財務長官、ハワード・ラトニック商務長官、ジェイミソン・グリア米通商代表が何立峰副首相、李成鋼商務次官兼国際貿易交渉代表率いる中国代表団と9日から2日間にわたる通商協議をロンドンで実施し、中国がレアアース輸出規制を解除する代わりに米国は一部の輸出規制緩和やハーバード大学などの中国人留学生を受け入れる合意が成立した[301]。
- 6月26日 - トランプ大統領とラトニック商務長官は25日に米中両国が対米輸出規制と対中輸出規制を緩和する貿易協定の合意文書に署名したことを発表した[302][303]。
- 8月11日 - トランプ大統領は対中関税の一部停止を90日間延長する大統領令に署名し、これを受けて現地時間12日に中国商務部も対米追加関税を90日間延長した[304]。また、前日の10日にはNVIDIAやAMDとAI半導体「H20」「MI308」の対中輸出再開を許可するにあたってその売上高の15％をアメリカ政府に支払うことで合意した[304]。

## 関税対象金額
アメリカは交渉の進展に応じて、追加関税の適用範囲を4段階に分けて拡大する方法で中国に譲歩を迫った。
しかし、交渉は決裂し続け、2019年には米中双方が互いのほぼ全輸入品に追加関税を課すことを表明するに至った。
関税は中国企業だけでなく、中国で生産してアメリカに輸出している各国企業にも適用されるため、サプライチェーンを通して世界経済に大きな悪影響が生じることが指摘されていた。
| 名称           | 発動予定日    | アメリカの対象金額 | アメリカの品目数 | アメリカの関税率                             | 中国の対象金額         | 中国の関税率 | 中国の品目数 | 発動状況 |
| -------------- | ------------- | ------------------ | ---------------- | -------------------------------------------- | ---------------------- | ------------ | ------------ | -------- |
| 対中関税第一弾 | 2018年7月6日  | 340億ドル          | 818品目          | 25%                                          | 340億ドル              | 最大25%      | 545品目      | 発動中   |
| 対中関税第二弾 | 2018年8月23日 | 160億ドル          | 284品目          | 25%                                          | 160億ドル              | 最大25%      | 333品目      | 発動中   |
| 対中関税第三弾 | 2018年9月24日 | 2000億ドル         | 5745品目         | 10%(2019年5月9日まで) 25%(2019年5月10日より) | 600億ドル              | 最大25%      | 5207品目     | 発動中   |
| 対中関税第四弾 | 2019年9月1日  | 1200億ドル         | 3243品目         | 15%                                          | 750億ドルの一部（30%） | 最大10%      | 1717品目     | 発動中   |

## アメリカ側の主張
アメリカ側の主張は、中国経済に関するものと、中国共産党の政治体制に対する批判に分かれる。2018年10月4日に、副大統領のマイク・ペンスがハドソン研究所にて講演した内容にてこれらの主張がまとめられている。
中国の経済に関するもの
- 関税、貿易赤字
- 中国製造2025や強制的な技術移転、補助金などの産業政策
- 中国の知的財産権問題
- 非関税障壁
- 為替操作国

中国の政治に対する批判
- サイバー攻撃、スパイ活動、アメリカの世論操作や選挙介入を目的とした宣伝工作
- グレート・ファイアウォールや社会信用システムなど人権を抑圧する管理社会、監視社会
- 地下教会の取り締まりや新疆ウイグル再教育キャンプなど宗教への弾圧
- 借金漬け外交、南沙諸島海域における中国の人工島建設など帝国主義的、覇権主義的な外交政策

トランプ政権は、貿易赤字に関する問題は、中国が関税を適正化することで解決すると考えているが、経済学においては、アメリカの過剰消費および貯蓄率の低さが原因であると考えられている。
稼ぐ以上に消費するため赤字になる。1980年代の日米貿易摩擦では日本経済と中国経済の研究者である小宮隆太郎によるISバランス論や、2007年の世界金融危機でもアメリカの貯蓄率の低さ・過剰消費体質が問題にされていたが、その後一時的に貯蓄率は上がるも再び低下し、2018年には貯蓄率の低さ・過剰消費体質が問題になり、貿易赤字の原因にもなっている。